# For the Cool in You
For the Cool in You è il terzo album in studio del cantante e produttore statunitense Babyface, pubblicato nel 1993.

## Tracce
1. For the Cool in You – 4:54
2. Lady, Lady – 4:23
3. Never Keeping Secrets – 4:53
4. Rock Bottom – 4:45
5. And Our Feelings – 5:42
6. Saturday – 3:44
7. When Can I See You – 3:49
8. Illusions – 5:24
9. A Bit Old-Fashioned – 2:56
10. You Are So Beautiful (Joe Cocker cover) – 3:16
11. I'll Always Love You – 4:34
12. Well Alright – 4:01